# Setodes vitanka
Setodes vitanka is een schietmot uit de familie Leptoceridae. De soort komt voor in het Oriëntaals gebied.
De wetenschappelijke naam voor de soort werd voor het eerst gepubliceerd in 1987 door de Canadese entomoloog Fernand Schmid.